# Леоновка (Иванковский район)
Леоновка (укр. Леонівка) — село, входит в Иванковский район Киевской области Украины.
Население по переписи 2001 года составляло 174 человека. Почтовый индекс — 07203. Телефонный код — 4591. Занимает площадь 2 км². Код КОАТУУ — 3222080304.

## Местный совет
07261, Київська обл., Іванківський р-н, с. Блідча